# 宇都宮市立瑞穂台小学校
宇都宮市立瑞穂台小学校（うつのみやしりつ みずほだいしょうがっこう）は、栃木県宇都宮市瑞穂1丁目にある公立小学校。

## 沿革
出典
- 1980年（昭和55年）
  - 4月1日 - 瑞穂野北小学校と横川中央小学校の学区を分離し、宇都宮市立瑞穂台小学校開校。
  - 4月2日 - 児童受け入れ式挙行。開校時点の児童数400名（男子193名・女子207名）、学級数11。
  - 4月8日 - 開校式挙行。
  - 8月1日 - プール完成（25m×15m）。
  - 12月13日 - 体育館落成式挙行。
- 1981年（昭和56年）2月6日 - 開校記念式典挙行し、校旗樹立・校歌発表。2月6日を創立記念日と決定した。
- 1988年（昭和63年）3月22日 - 飼育鑑賞用「学びの池」完成（卒業記念）。
- 1990年（平成2年）2月6日 - 創立10周年記念式典挙行し、記念演奏会と記念祝賀会開催。
- 1993年（平成5年）5月9日 - パソコン室に、パソコン11台設置。
- 1997年（平成9年）4月10日 - 子どもの家開設。
- 1999年（平成11年）11月10日 - ランチルーム使用開始。
- 2000年（平成12年）2月7日 - 創立20周年記念式典挙行。
- 2002年（平成14年）6月23日 - 終日授業参観開始。
- 2005年（平成17年）2月22日 - 宇都宮市学校版環境ISO取得。
- 2006年（平成18年）
  - 5月17日 - 不審者対応避難訓練。
  - 8月3日 - 瑞穂台小学校地域協議会発足。
  - 8月30日 - 体育館床塗装完了。
- 2007年（平成19年）7月31日 - AED設置。
- 2008年（平成20年）7月23日 - 門扉改修工事実施。
- 2009年（平成21年）7月18日 - 普通教室へのエアコン設置が完了。
- 2010年（平成22年）2月6日 - 創立30周年記念式典挙行し、記念コンサート開催。
- 2011年（平成23年）9月15日 - 体育館耐震工事。屋根再塗装。
- 2012年（平成24年）10月6日 - 放送設備改修。
- 2013年（平成25年）
  - 8月29日 - 給食自校炊飯開始。
  - 10月 - 校舎耐震工事完了。
- 2014年（平成26年）
  - 8月24日 - 給食室床改修工事（9月まで）、給水管工事（10月まで）。
  - 10月28日 - 子どもの家新築工事（翌年3月まで）。
- 2015年（平成27年）7月28日 - 消火栓改修工事。防犯カメラ設置工事。
- 2016年（平成28年）3月10日 - 「ランチルーム」と「かがやきルーム」改修工事。
- 2019年（令和元年）
  - 7月8日 - 子どもの家増築工事。
  - 11月20日 - 創立40周年記念コンサート開催。
- 2020年（令和2年）2月10日 - 創立40周年記念式典挙行。

## 通学区域
出典
- 宇都宮市
  - 瑞穂1丁目 - 3丁目（全域）
  - 上桑島町（一部）
  - さるやま町（一部）
  - 下栗町（一部）
  - 下桑島町（一部）
  - 西刑部町（一部）

## 進学先中学校
出典
- 宇都宮市立瑞穂野中学校

## アクセス
- JR宇都宮線宇都宮駅西口より関東バス 「80」駒生営業所 - 宇都宮駅 - 緑の郷 - 瑞穂野団地線で「中央橋」バス停下車すぐ。
- 距離的には雀宮駅が最も近いが、バス路線はない。

## 周辺
- 緑の郷さくらのもり公園
- 石橋宇都宮バイパス

## 著名な出身者
- ラミレス・レンソ（社会人野球選手）